# Ringväv

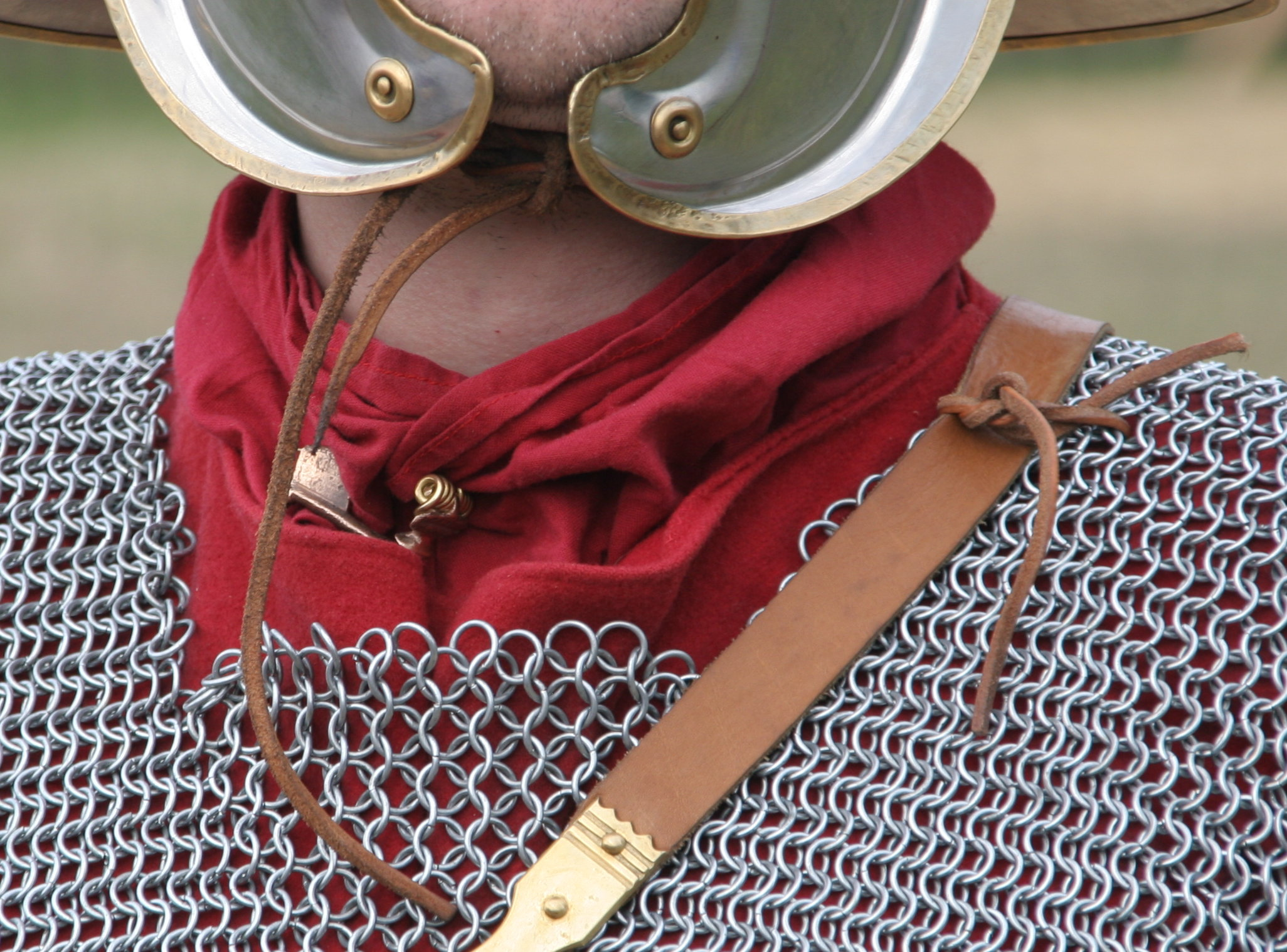
Dekorativ lagd ringväv i en ringbrynjeskjorta från en romersk återskapning.

Ringväv är flexibelt material bestående av sammanlänkade metallringar. Det tillverkas främst som en form av skyddsklädsel med liknande egenskaper till vävtextil och kallas därav även brynja (av fornnordiska: brynja, runsvenska: ᛒᚱᚢᚾᛁᛅ, brunia, fornsvenska: brynia/brönia, ”pansarskjorta”), eller ringbrynja (fornnordiska: hringabrynja), då brynja även kan avse större utbud av skyddsklädsel, även ringpansar (jämför tyska: ringpanzer), eller maljotyg (fornsvenska: maliotygh).
Det utvecklades ursprungligen till militära rustplagg, såsom ringbrynjeskjortor, ringbrynjehuvor och hjälmbrynjor, med mera, men i modern tid används det främst till civila skyddsutrustningar, såsom exempelvis ostronhandskar och hajskyddade dykardräkter.

## Användningsområden

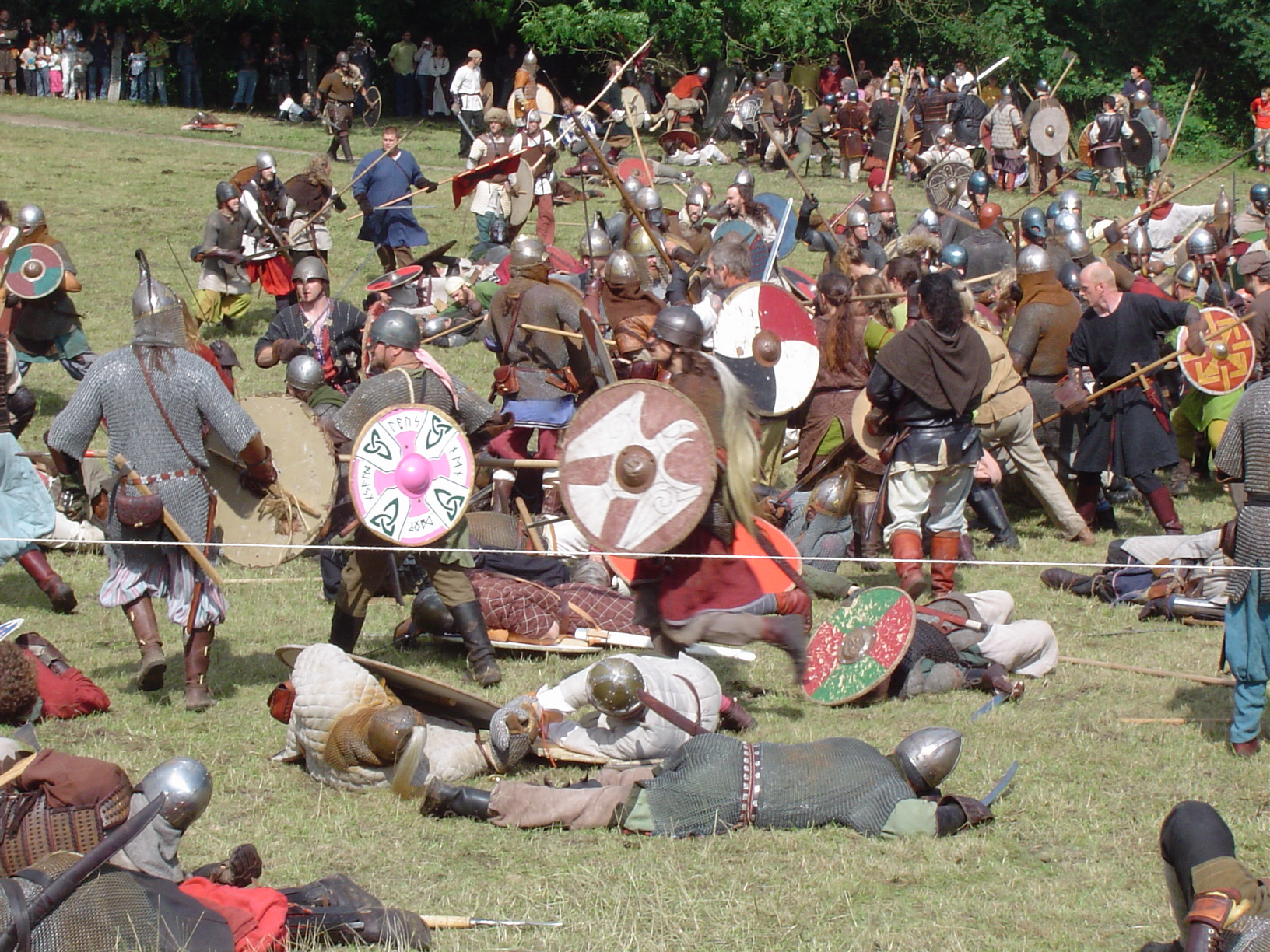
Historiskt återskapande av vikingatida strid där flera av kämparna bär ringbrynjeskjortor.

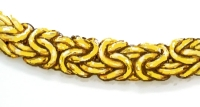
Kungslänk av mässingsringar.

### Militärt bruk
Rustplagg som ringbrynjeskjortor och ringbrynjehuvor består av ringväv. Syftet med att använda ringväv är främst att skydda bäraren mot skärverkan av till exempel svärd och knivar. Plagg i ringväv började användas av kelterna, och spreds därifrån till övriga Europa. Ringväv har även använts i Japan, där den oftast utgjorde länk mellan rustningsdelar och mer sällan hela plagg.
Man har även gjort experiment med brynjor som skydd mot finkalibriga vapen, men det blev aldrig effektivt jämfört med moderna material, såsom kevlar. Senaste användningen av brynjor som skydd i krig var under Första världskriget då brittiska stridsvagnsförare hade en bit brynja hängande ner över nacken för att skydda mot splitter.

### Civilt bruk
I modern tid används ringväv dock i skyddsplagg för dykare och slaktare. Så kallad slaktarbrynja består av svetsade stålringar som är mindre än de flesta historiska ringar, ofta med en innerdiameter på 4-6 mm.

### Dekorativt bruk
Olika typer av ringvävstekniker används även för tillverkning av smycken. Det vanligaste är länkar av olika slag, till exempel kungslänk (kejsarlänk), men även andra typer av smycken förekommer. Dekorativ ringväv är ofta av andra material än stål; mässing och koppar är vanligt, men även silver, aluminium och titan förekommer.

## Tillverkning

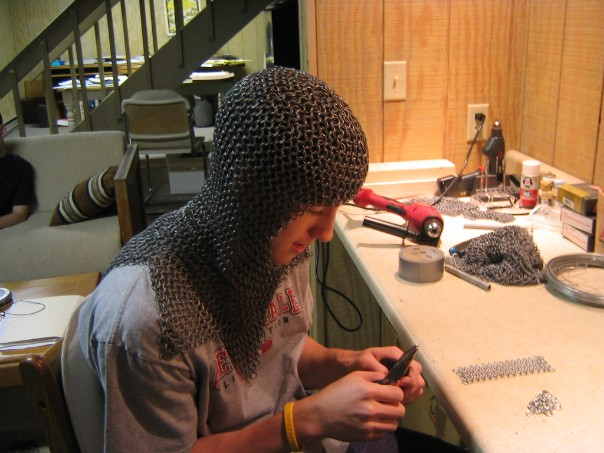
Hobbytillverkning av ringväv. Borrmaskinen på bilden används för att tillverka spiraler av metalltråden. Spiralerna sågas sedan upp till ringar.

I historisk tid tillverkades plagg av ringväv av särskilda brynjemakare.
Idag tillverkas plagg och smycken i ringväv både på industriell basis och som hobby. Hobbytillverkaren köper vanligen färdiga ringar av fjäderstål och sammanfogar dessa med hjälp av en låsringstång, men det finns även de som tillverkar egna ringar av metalltråd. För dekorativa effekter kan ringar av annat material (vanligast är mässing) läggas in i ringväven. Den i Sverige vanligaste dimensionen på färdiga fjäderstålsringar är en innerdiameter på 8 mm och en godstjocklek på 1,3 mm.

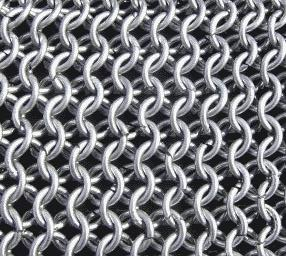
Europeisk 1:4 med lagda ringar.
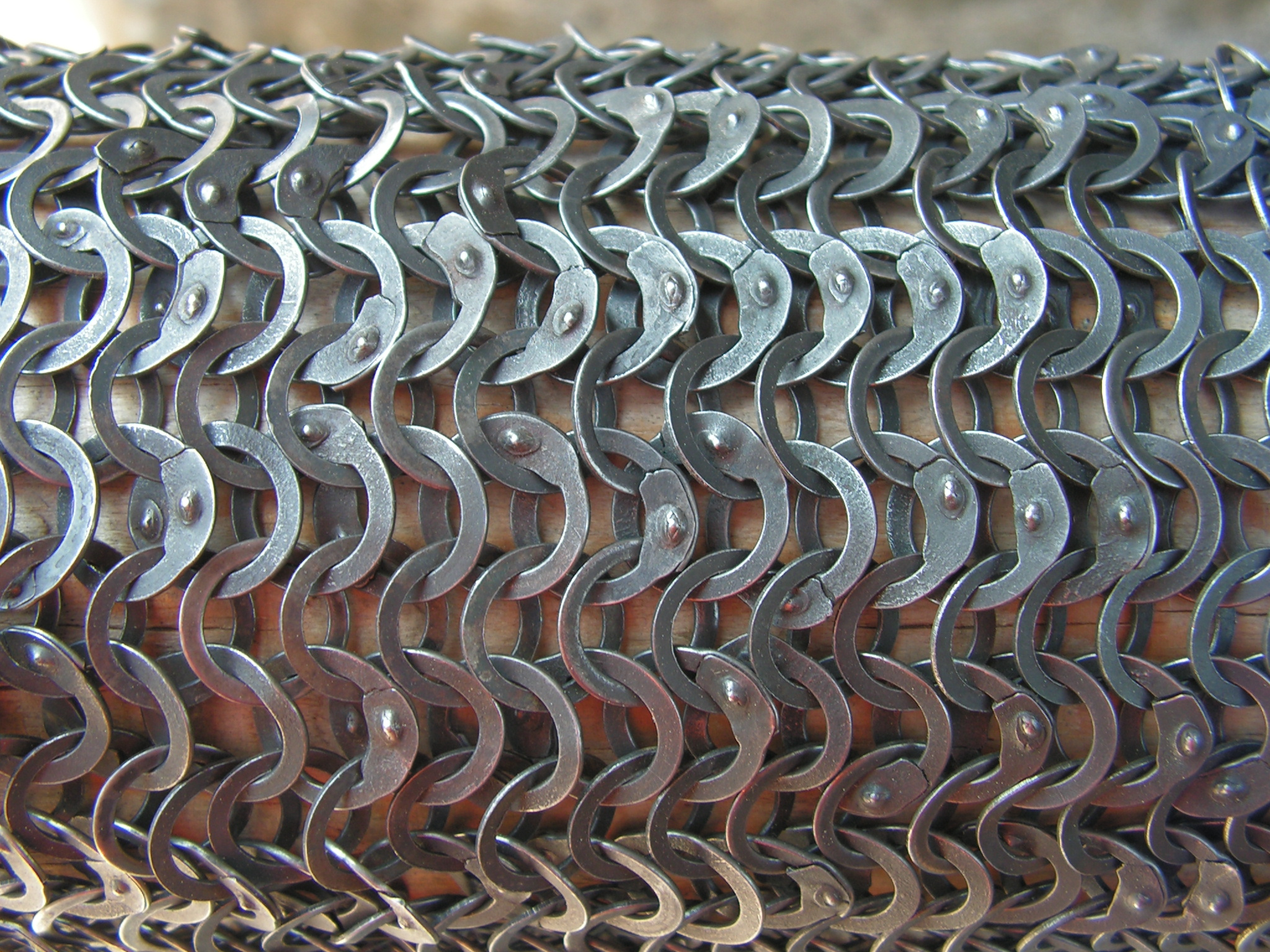
Europeisk 1:4 med nitade ringar.

## Tekniker
Ringväv kan konstrueras på flera olika sätt. Man kan dela upp alla former av ringväv i sex kategorier
- Europeisk ringväv
- Persisk ringväv
- Japansk ringväv
- Spiralteknik
- Hybridteknik
- Orbitalteknik

### Europeisk ringväv
Den absolut vanligaste väven som använts som skydd är europeisk 1:4, vilket innebär att varje ring länkar till 4 andra.

### Japansk ringväv
Japanska brynjor fanns i modellerna 1:4, 1:6 och 1:8, men dessa användes inte som direkt skydd. Övriga vävar används mest för dekorativa och konstnärliga ändamål.

### Sammanfogning
De ringvävsplagg som numera används inom bland annat film, teater, historiskt återskapande, tornerspel och levande rollspel och de som tillverkas på hobbybasis tillverkas oftast genom att låta trådens ändar ligga tätt ihop mot varandra. Under medeltiden nitades alla ringar ihop, en och en, för att öka hållbarheten. En nitad ringbrynja skyddar mot ca tre gånger mer våld än en lagd. Nitad ringbrynja tillverkas numera ibland på hobbybasis, men vanligen industriellt i låglöneländer.

## Plagg av ringväv
- Brynjehosor
- Hjälmbrynja
- Ringbrynjehuva / pansarhuva
- Ringbrynjekrage / pansarkrage
- Ringbrynjeskjorta / pansarskjorta

## Simulerad ringväv
I film- och teatersammanhang kan ringväv av metall av ekonomiska eller viktmässiga skäl vara olämpligt. Tidigare har ett textilt material som gått under benämningen stickad ringbrynja använts. Exempel på detta material kan ses i bland annat filmen Ivanhoe från 1982. De senaste åren har större produktioner övergett detta material och istället övergått till en mer naturtrogen ringväv tillverkad av silverfärgade plastringar. Denna typ av ringväv framställdes till Sagan om Ringen-filmerna och användes även i produktionen av Arn-filmerna.
Ett annat vanligt sätt att spara vikt i film- och teatersammanhang är att frångå hela plagg av ringväv och istället fästa bitar av ringväv på ett textilt underplagg så att det för publiken ser ut som att skådespelaren använder ett helt plagg.